# Mar de Champlain
La Mar de Champlain va ser una badia temporal a l'oceà Atlàntic creada per la retirada d'una glacera durant el final de la darrera glaciació. Aquesta mar havia inclòs terres dels actuals Quebec i Ontario al Canadà com també parts de l'Estat de Nova York i de Vermont.
Al final de la glaciació, les valls del riu Sant Llorenç i del riu Ottawa com també el modern Llac Champlain, estaven sota el nivell del mar. A mesura que la terra gradualment es va anar aixecant pel procés isostàtic, el litoral es va retirar al lloc que ocupa actualment.
Aquesta mar va durar entre 13.000 i 10.000 anys i quan va arribar a ser més extens arribava fins a l'actual ciutat d'Ottawa.
La millor evidència de l'existència antiga d'aquesta mar és la plana amb argila dipositada al llarg dels rius Sant Llrenç i Ottawa. Va donar com a resultat tipus de boscos distintius, una altra evidència són els fòssils de balenes com la beluga i d'altres, i les conquilles marines.